# Three Springs
Three Springs es un borough ubicado en el condado de Huntingdon en el estado estadounidense de Pensilvania. En el año 2000 tenía una población de 445 habitantes y una densidad poblacional de 138 personas por km².

## Geografía
Three Springs se encuentra ubicado en las coordenadas 40°11′48″N 77°58′57″O / 40.19667, -77.98250.

## Demografía
Según la Oficina del Censo en 2000 los ingresos medios por hogar en la localidad eran de $26,167 y los ingresos medios por familia eran $35,179. Los hombres tenían unos ingresos medios de $32,250 frente a los $22,500 para las mujeres. La renta per cápita para la localidad era de $15,962. Alrededor del 11% de la población estaba por debajo del umbral de pobreza.